# Gare d’Aime-La Plagne
Gare d’Aime-La Plagne vasútállomás a délkelet-franciaországi Savoie-ban, Aime településen. Az állomás a Saint-Pierre-d'Albigny - Bourg-Saint-Maurice vasútvonalon található. A vasúti szolgáltatásokat az SNCF üzemelteti. Aime települést és a szomszédos La Plagne síközpontot szolgálja ki. Az állomást a TGV és az Eurostar nagysebességű járatai, valamint a TER Auvergne-Rhône-Alpes helyi járatai is kiszolgálják..

## Vasútvonalak
Az állomást az alábbi vasútvonalak érintik:
- Saint-Pierre-d'Albigny-Bourg-Saint-Maurice-vasútvonal

## Kapcsolódó állomások
A vasútállomáshoz az alábbi állomások vannak a legközelebb:
- Gare de Landry (Gare de Bourg-Saint-Maurice, Saint-Pierre-d'Albigny-Bourg-Saint-Maurice-vasútvonal)
- Gare de Pomblière-Saint-Marcel (Gare de Saint-Pierre-d'Albigny, Saint-Pierre-d'Albigny-Bourg-Saint-Maurice-vasútvonal)

## Képgaléria

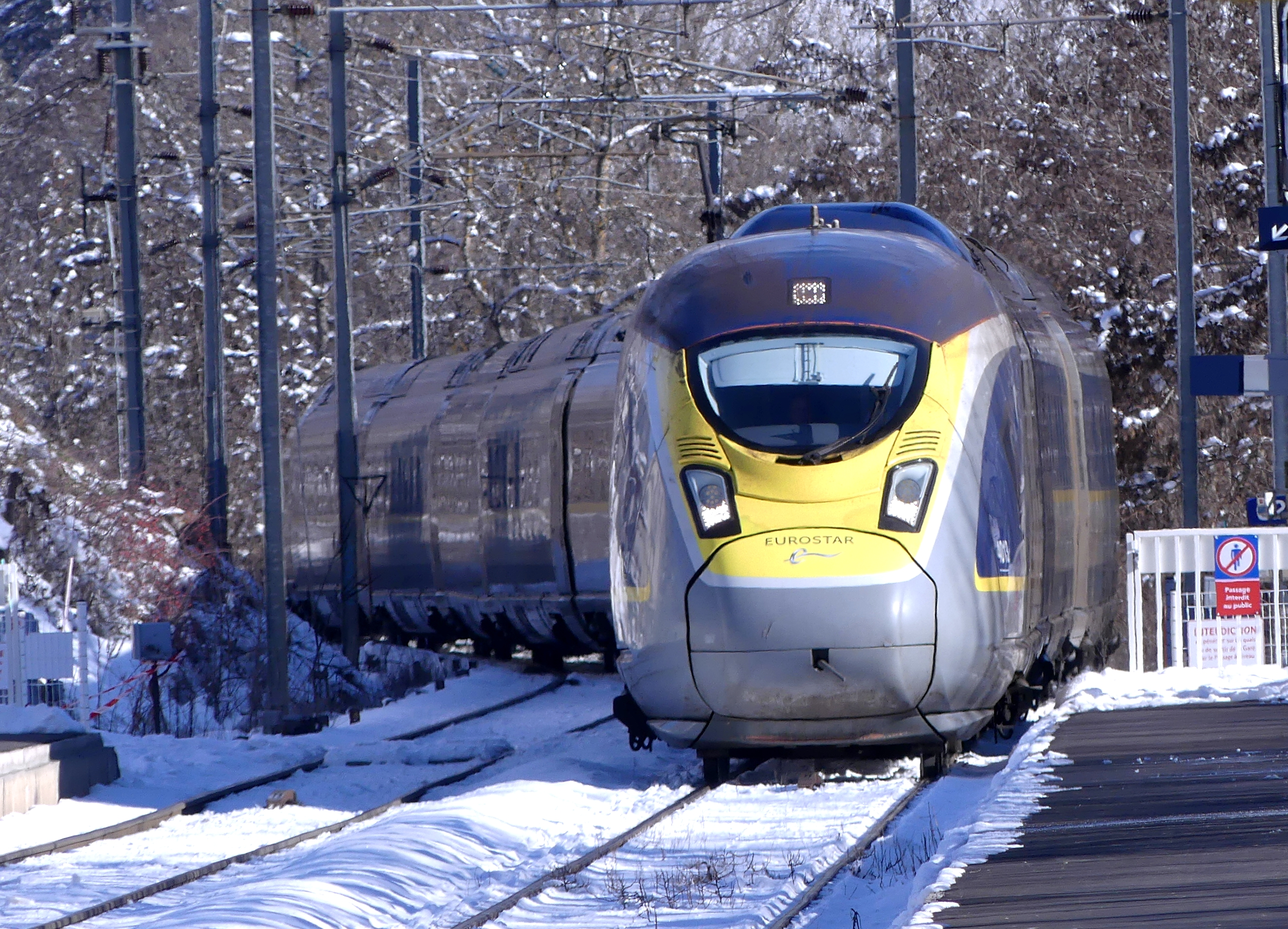
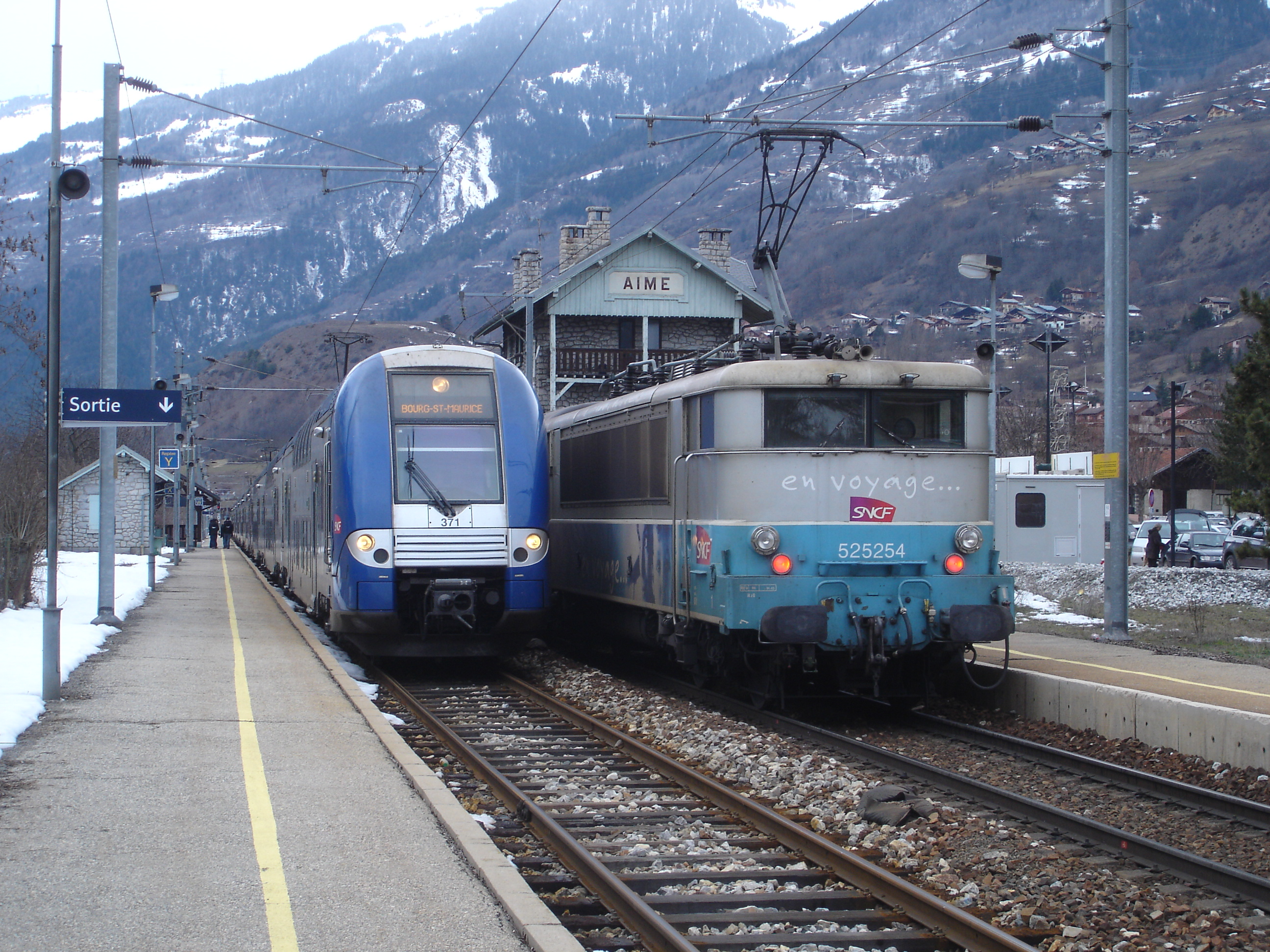
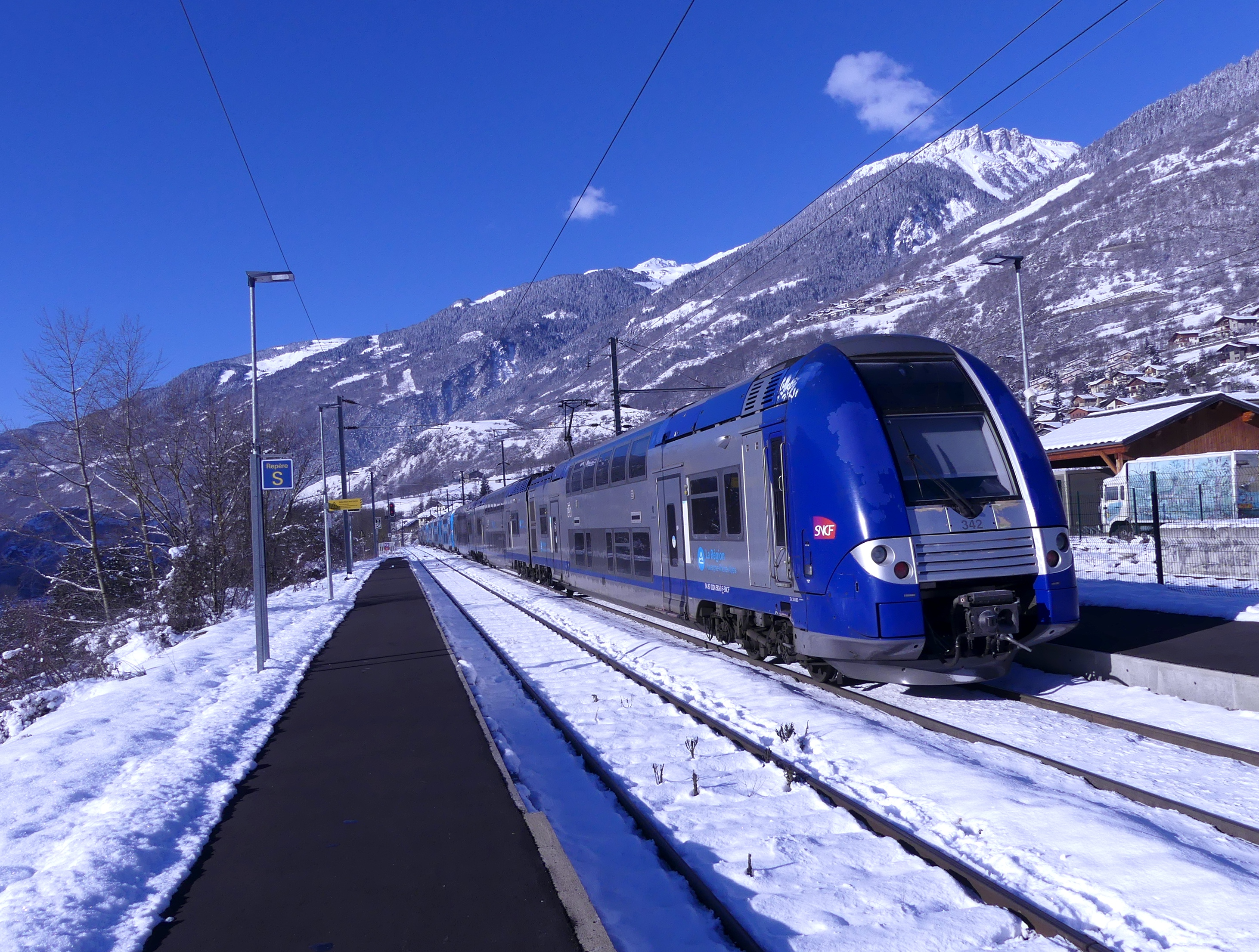
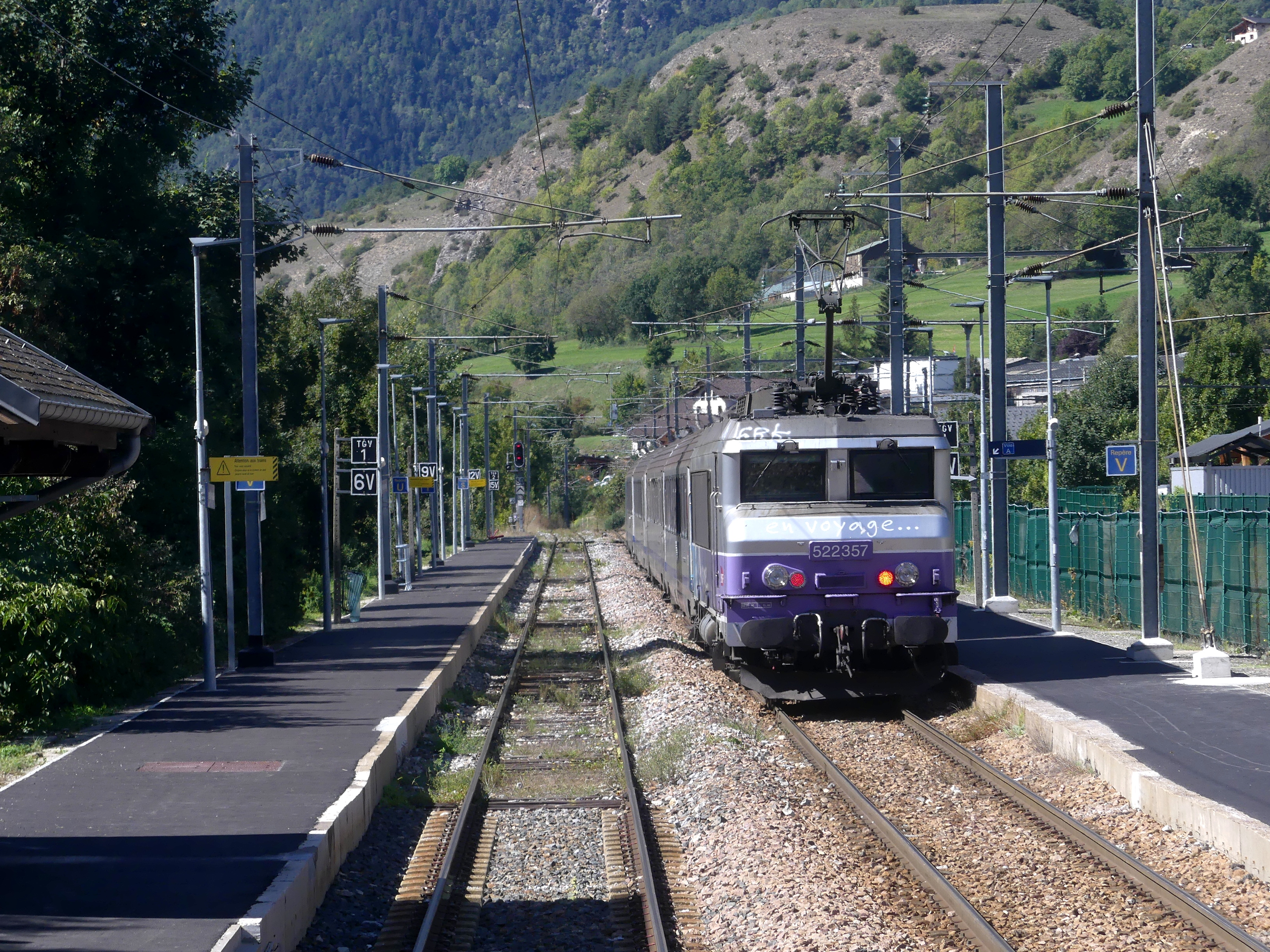
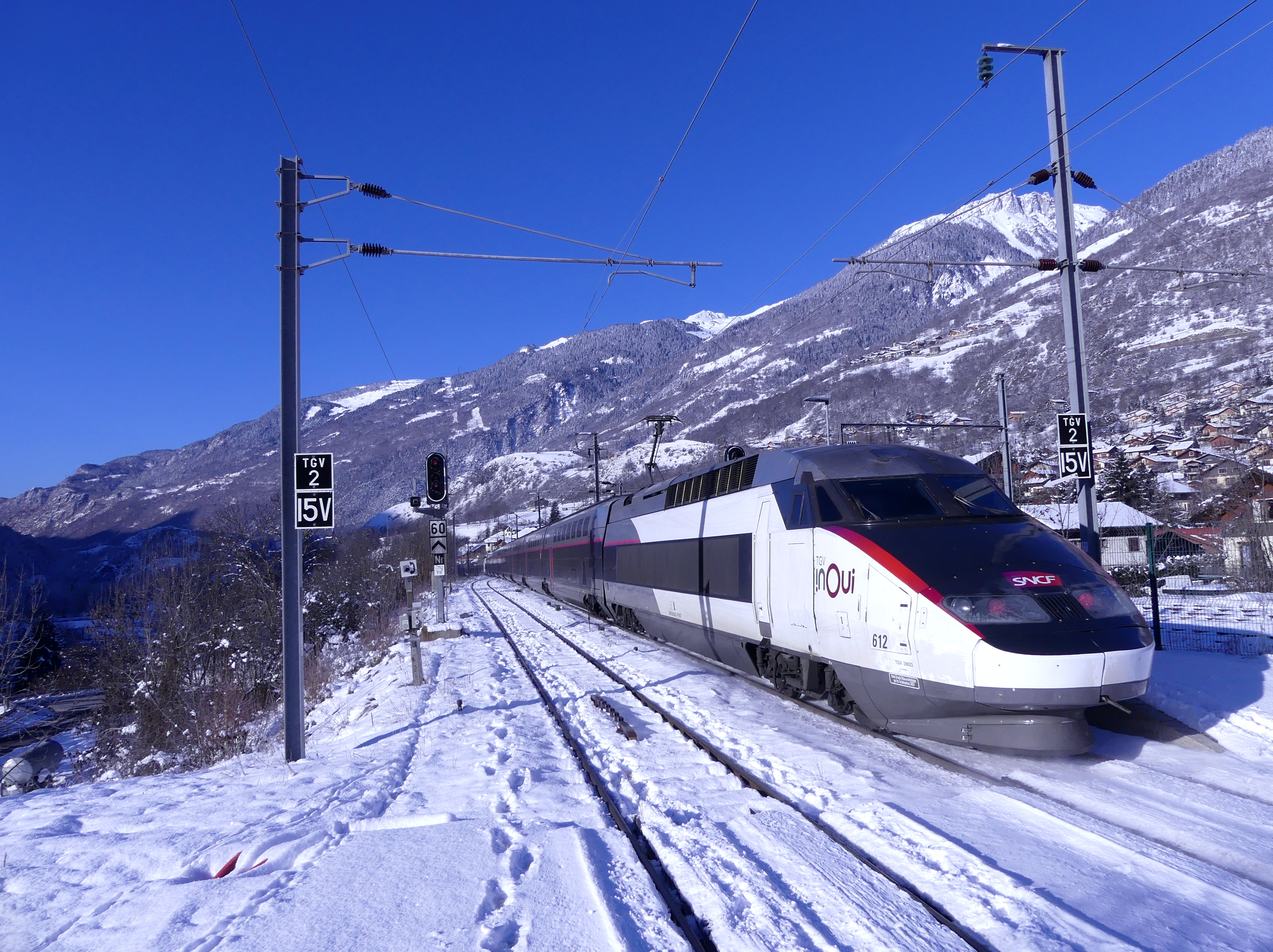
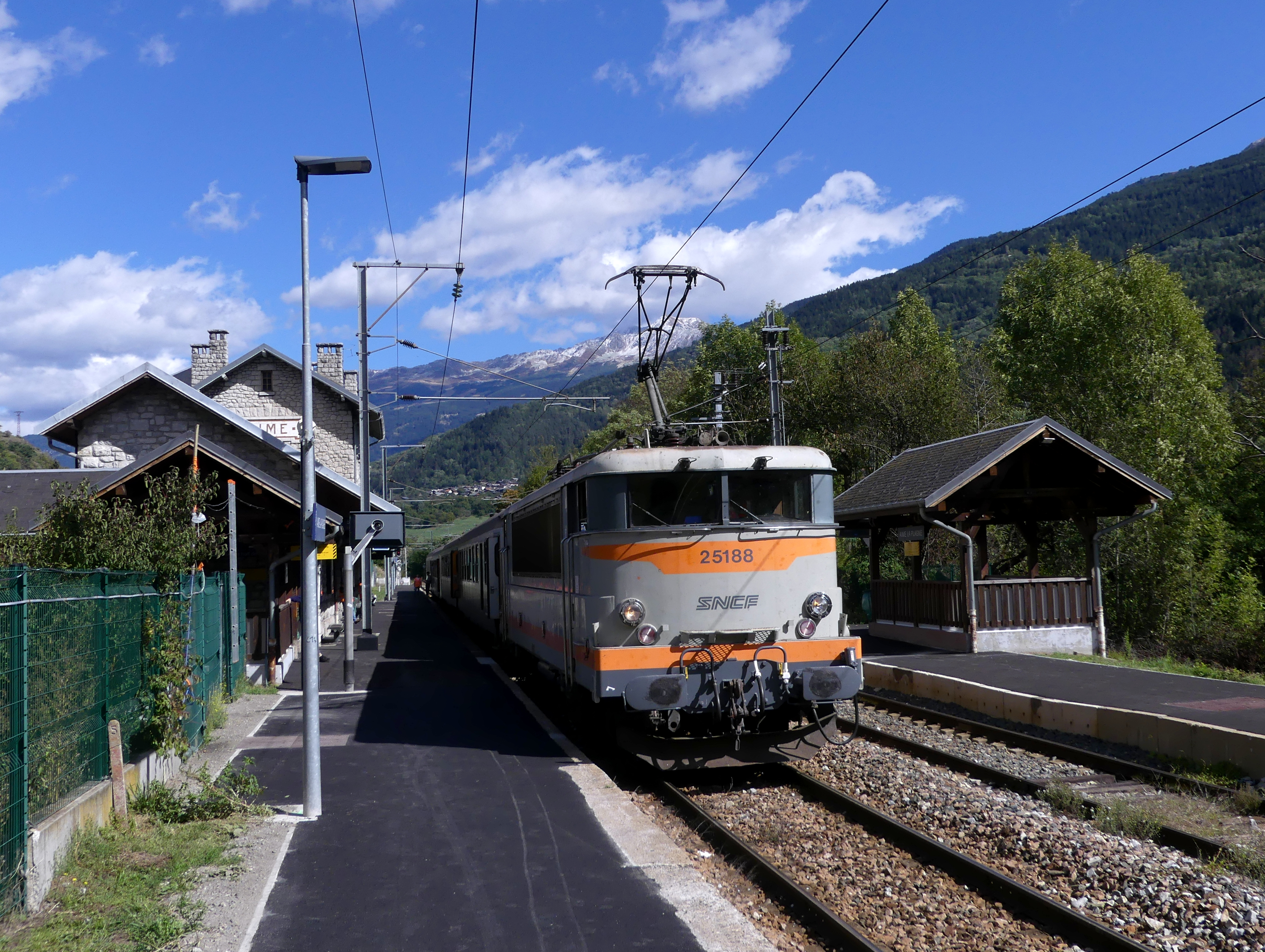
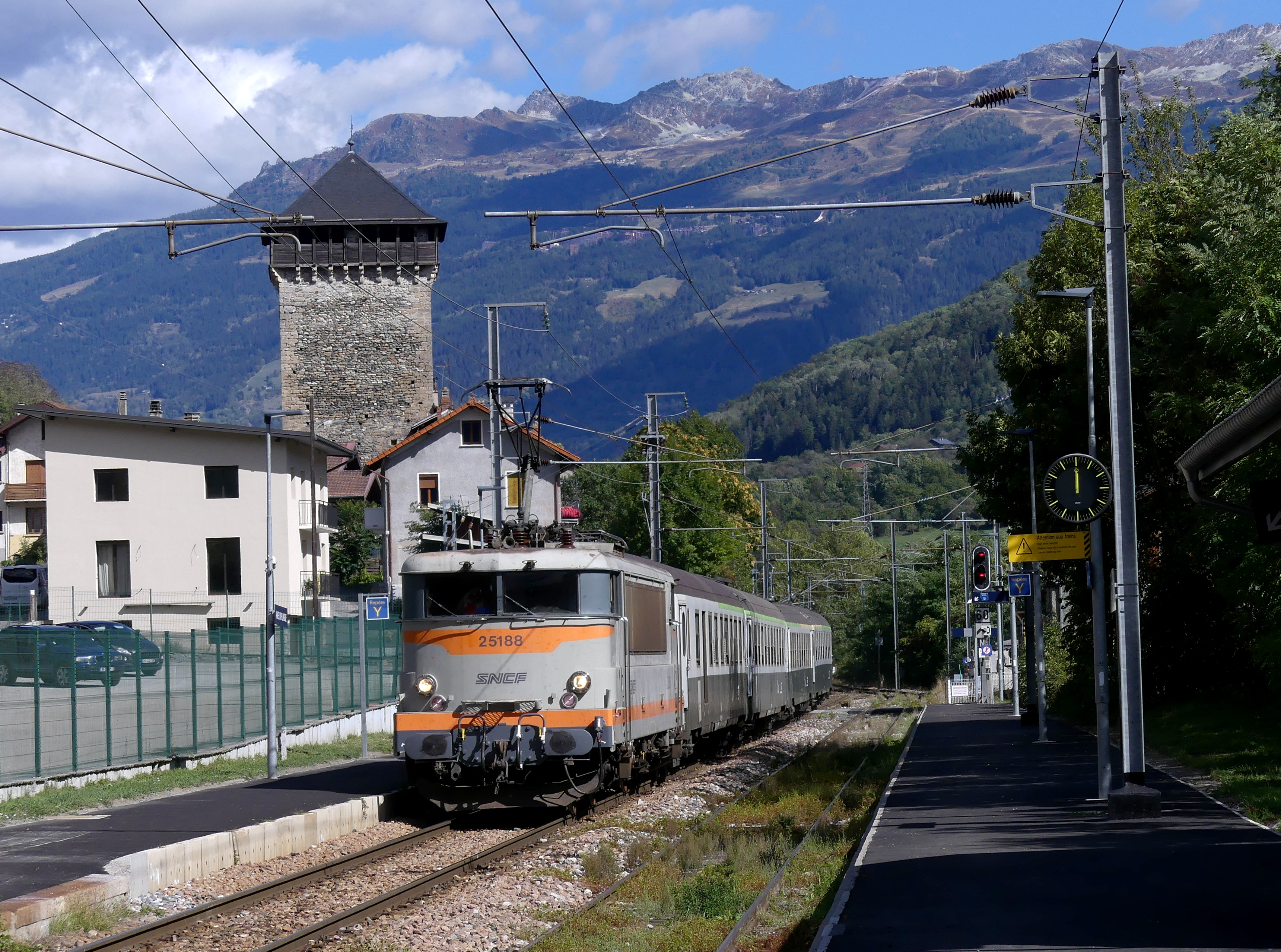
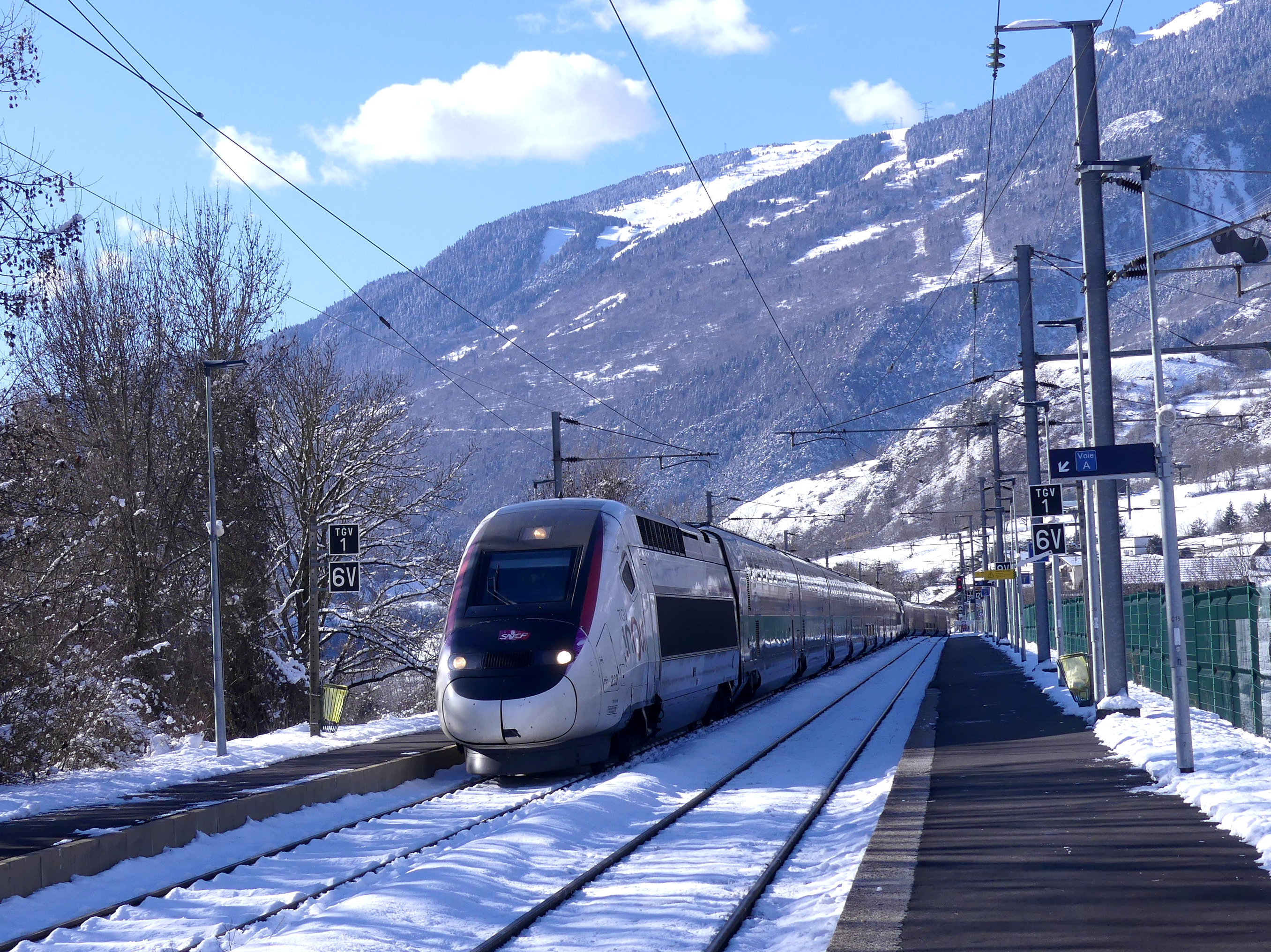